# Scarus obishime
Scarus obishime is een  straalvinnige vissensoort uit de familie van papegaaivissen (Scaridae). De wetenschappelijke naam van de soort is voor het eerst geldig gepubliceerd in 1993 door Randall & Earle.
De soort staat op de Rode Lijst van de IUCN als Onzeker, beoordelingsjaar 2009.